# Gustavia tejerae
Gustavia tejerae är en tvåhjärtbladig växtart som beskrevs av Reinhard Gustav Paul Knuth. Gustavia tejerae ingår i släktet Gustavia och familjen Lecythidaceae. Inga underarter finns listade i Catalogue of Life.